# Vavatenina
Vavatenina ist eine madagassische Stadt im gleichnamigen Distrikt, Region Analanjirofo, Provinz Toamasina.

## Wirtschaft
Die Wirtschaft der Gemeinde ist landwirtschaftlich geprägt. Fast zwei Drittel (4000 ha) der Anbauflächen sind mit Gewürznelken bepflanzt, zudem gibt es viele Lychee-Plantagen. Darüber hinaus gibt es Pflanzungen von Arten für die Selbstversorgung, hauptsächlich Reis, Maniok und Süßkartoffeln.

## Sport
Der Fußballverein von Vavatenina ist der FC Espérance Vavatenina.